# Buset de Tarn
Buset de Tarn (francès Buzet-sur-Tarn) és un municipi occità del Llenguadoc situat al departament de l'Alta Garona, a la regió Occitània.